# Gorge de Loup (métro de Lyon)
Pour les articles homonymes, voir Gorge de Loup.
Gorge de Loup est une station de métro française de la ligne D du métro de Lyon, située rue du sergent Michel-Berthet au croisement avec la rue du Professeur Guérin, dans le quartier de Gorge de Loup dans le 9e arrondissement de Lyon, préfecture de la région Auvergne-Rhône-Alpes.
Elle est mise en service en 1991, lors de l'ouverture à l'exploitation de la ligne D.

## Situation ferroviaire
La station Gorge de Loup est située sur la ligne D du métro de Lyon, entre les stations Valmy et Vieux Lyon - Cathédrale Saint-Jean.

## Histoire

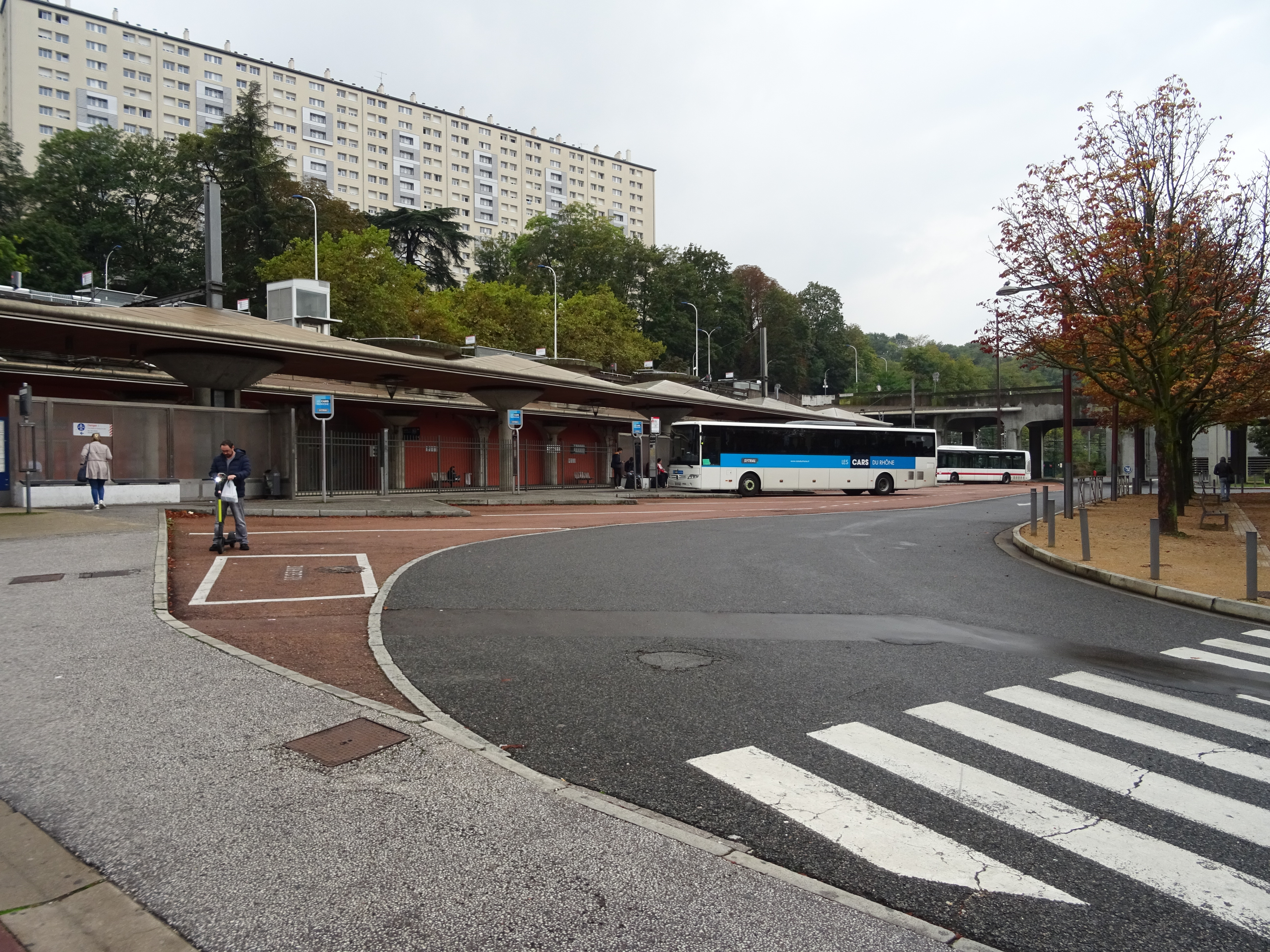
Gare routière accueillant les lignes interurbaines.

La station « Gorge de Loup » est mise en service le 9 septembre 1991, lors de l'ouverture officielle de l'exploitation de la ligne D du métro de Lyon entre elle-même et la station Grange Blanche. Elle en est restée le terminus jusqu'à l'ouverture du prolongement à Gare de Vaise le 28 avril 1997.
Elle est édifiée suivant un plan classique de deux voies encadrées par deux quais latéraux mais surmontée d'une mezzanine créant un étage semi enterré. La station, dessinée par les architectes Charles Lambert et Bernard Chamussy, a des murs de béton brut ornés de barres de métal formant des cercles ou des courbes. Elle est intégrée au sein d'un pôle d'échanges intermodal ayant impliqué la reconstruction de la gare de Lyon-Gorge-de-Loup et la réalisation d'un parc relais.
On y trouve une agence TCL, mais aussi des automates qui permettent l'achat et d'autres le compostage des billets. Équipée d'origine d'ascenseurs pour les personnes à mobilité réduite, elle a reçu des portillons d'accès le 8 juin 2006.

## Service des voyageurs

### Accueil

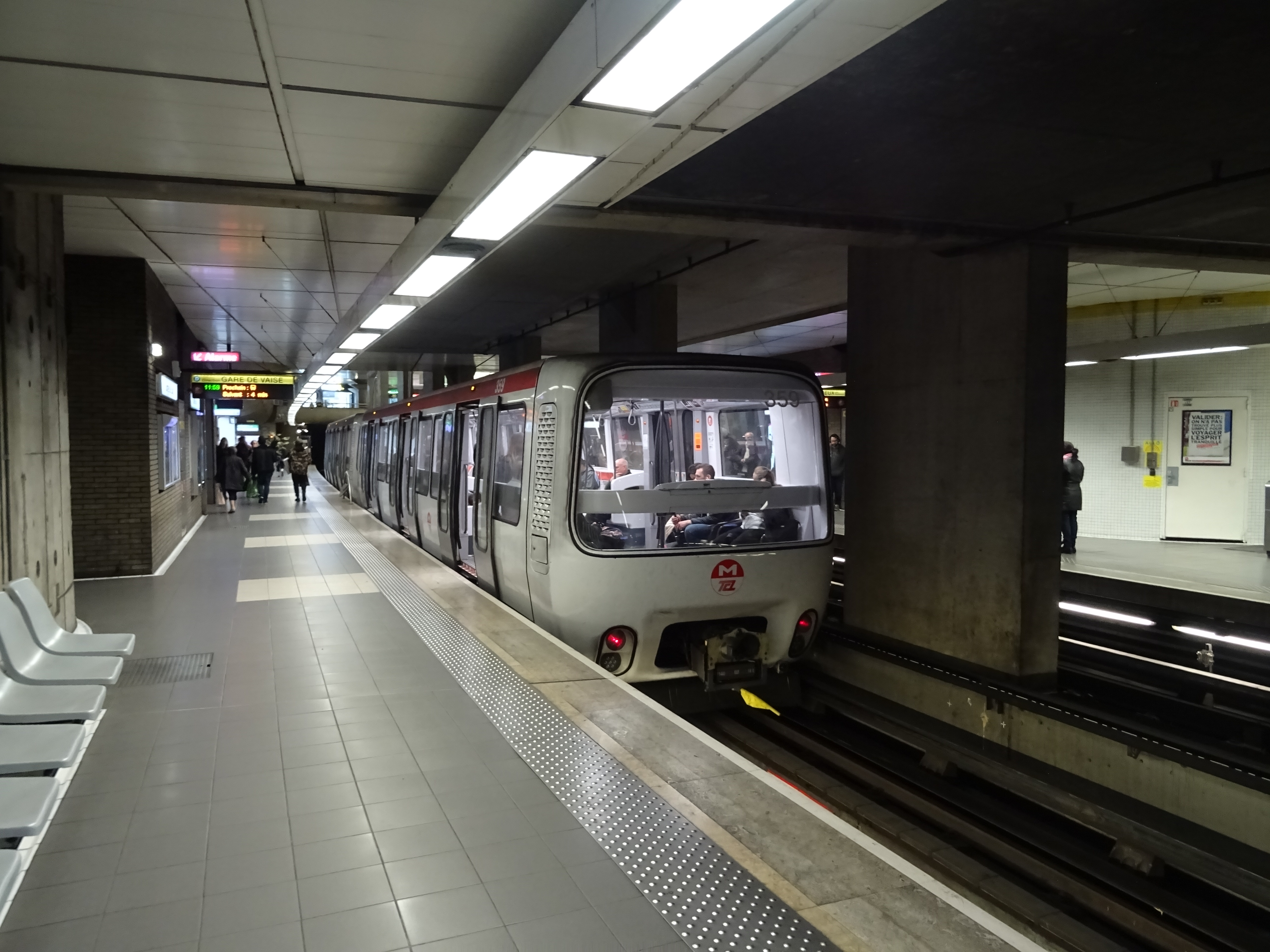
Rame MPL85 à quai, en direction de Vaise

La station compte quatre accès débouchant sur la mezzanine, sans compter l'accès direct à la gare possible depuis cette dernière : deux accès au niveau de la rue du sergent Michel-Berthet et deux accès donnant sur la gare routière située au niveau inférieur.
Elle dispose dans chacun des accès de distributeur automatique de titres de transport et de valideurs couplés avec les portillons d'accès.

### Desserte
Gorge de Loup est desservie par de nombreuses lignes de bus, ainsi que par la gare SNCF.

### Intermodalité

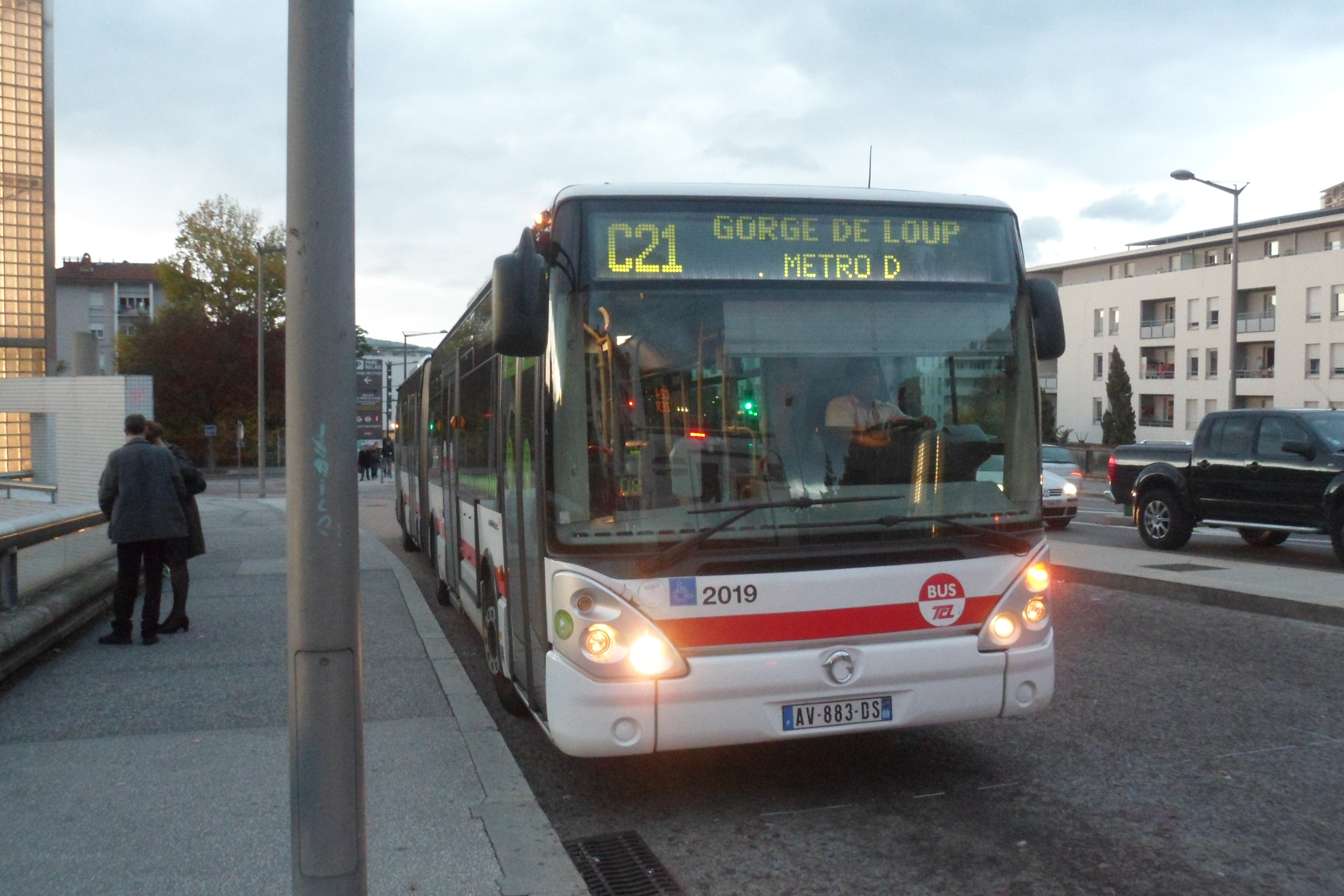
Le pôle multimodal de Gorge de Loup est desservi par les lignes du réseau TCL de la banlieue ouest. Sur l’image est représenté un Citelis 18 Euro 3 de la ligne C21.

La station est associée à une gare routière et une gare SNCF (Tram-train de l'Ouest lyonnais), ce qui en fait un pôle multimodal. Les bus desservent principalement la banlieue Ouest de Lyon.
Les arrêts sont répartis non seulement sur la gare routière mais aussi sur la majorité des rues formant un carré autour de cette dernière (du nord au sud, dans le sens des aiguilles d'une montre : rue de la pépinière royale, rue du sergent Michel-Berthet et rue du Professeur Guérin.).
Au nord, on trouve les arrêts des lignes 3, 14,  19, un des deux arrêts de la ligne 45, un des deux arrêts de la ligne 66 et un des deux arrêts de la ligne 90.
À l'ouest : l'arrêt de la ligne 65.
À l'est : les arrêts des lignes C21, un des deux arrêts de la ligne 66 et la ligne de bus Pleine Lune PL3.
Au sud : les arrêts des lignes C21, C24/C22, un des deux arrêts de la ligne 45 et un des deux arrêts de la ligne 90.
Enfin, au niveau de la gare routière : les arrêts des lignes 72, 86 et 98/98E, ainsi que les lignes 2Ex et 147, 116 et 142 du réseau TCL (ex- Les cars du Rhône).
Outre les rues et places avoisinantes, elle permet de rejoindre à pied différents sites, notamment : le gymnase Jean-Zay et les ateliers d'apprentissage de Gorge de Loup, lycée technique privé fondé en 1950.

## Archéologie
Les fouilles préventives réalisées entre 1984 et 1987 dans le cadre des travaux de construction de la station ont permis de mettre au jour d'importants vestiges allant de l'Âge du fer jusqu'à l'Antiquité : y sont découverts les traces d'une importante zone d'habitation remontant au VIe et au VIIe avant notre ère ainsi que des sépultures de la même époque. Les fouilles ont montré que le site fut ré-occupé entre le Ier siècle avant notre ère et le IIIe siècle et fut utilisé pour l'artisanat et l'agriculture.